# Kingsbury (Indiana)
Kingsbury és una població dels Estats Units a l'estat d'Indiana. Segons el cens del 2000 tenia 229 habitants.

## Demografia
Segons el cens del 2000, Kingsbury tenia 229 habitants, 90 habitatges, i 68 famílies. La densitat de població era de 152,4 habitants/km².
Dels 90 habitatges en un 25,6% hi vivien nens de menys de 18 anys, en un 62,2% hi vivien parelles casades, en un 10% dones solteres, i en un 24,4% no eren unitats familiars. En el 16,7% dels habitatges hi vivien persones soles el 6,7% de les quals corresponia a persones de 65 anys o més que vivien soles. El nombre mitjà de persones vivint en cada habitatge era de 2,54 i el nombre mitjà de persones que vivien en cada família era de 2,81.
Per edats la població es repartia de la següent manera: un 22,7% tenia menys de 18 anys, un 10% entre 18 i 24, un 29,3% entre 25 i 44, un 23,1% de 45 a 60 i un 14,8% 65 anys o més.
L'edat mediana era de 38 anys. Per cada 100 dones de 18 o més anys hi havia 84,4 homes.
La renda mediana per habitatge era de 50.000$ i la renda mediana per família de 53.438$. Els homes tenien una renda mediana de 40.417$ mentre que les dones 22.500$. La renda per capita de la població era de 18.096$. Entorn del 4,6% de les famílies i el 9,7% de la població estaven per davall del llindar de pobresa.

## Poblacions més properes
El següent diagrama mostra les poblacions més properes.